# العلاقات البحرينية الدنماركية
العلاقات البحرينية الدنماركية هي العلاقات الثنائية التي تجمع بين البحرين والدنمارك.

## مقارنة بين البلدين
هذه مقارنة عامة ومرجعية للدولتين:
| وجه المقارنة                                              | البحرين       | الدنمارك                                                     |
| --------------------------------------------------------- | ------------- | ------------------------------------------------------------ |
| المساحة (كم2)                                             | 765           | 42.92 ألف                                                    |
| عدد السكان (نسمة)                                         | 1.49 مليون    | 5.79 مليون                                                   |
| الكثافة السكانية (ن./كم²)                                 | 194.77 ألف    | 134.9                                                        |
| العاصمة                                                   | المنامة       | كوبنهاغن                                                     |
| اللغة الرسمية                                             | اللغة العربية | اللغة الدنماركية                                             |
| العملة                                                    | دينار بحريني  | كرونة دنماركية                                               |
| الناتج المحلي الإجمالي (بليون دولار)                      | 35.31 مليار   | 324.87 مليار                                                 |
| الناتج المحلي الإجمالي (تعادل القوة الشرائية) بليون دولار | 64.16 مليار   | 278.61 مليار                                                 |
| الناتج المحلي الإجمالي الاسمي للفرد دولار أمريكي          | 22.60 ألف     | 51.99 ألف                                                    |
| الناتج المحلي الإجمالي للفرد دولار أمريكي                 | 45.50 ألف     | 45.54 ألف                                                    |
| مؤشر التنمية البشرية                                      | 0.824         | 0.900                                                        |
| رمز المكالمات الدولي                                      | +973          | +45                                                          |
| رمز الإنترنت                                              | .bh           | .dk                                                          |
| المنطقة الزمنية                                           | ت ع م+03:00   | توقيت وسط أوروبا، ت ع م+02:00، ت ع م+01:00، أوروبا/كوبنهاجن ‏ |

## منظمات دولية مشتركة
يشترك البلدان في عضوية مجموعة من المنظمات الدولية، منها:
| علم المنظمة | اسم المنظمة                               | تاريخ انضمام البحرين | تاريخ انضمام الدنمارك |
| ----------- | ----------------------------------------- | -------------------- | --------------------- |
|             | يونسكو                                    | 18 يناير 1972        | 4 نوفمبر 1946         |
|             | وكالة ضمان الاستثمار متعدد الأطراف        | 12 أبريل 1988        | 12 أبريل 1988         |
|             | الأمم المتحدة                             | 21 سبتمبر 1971       | 24 أكتوبر 1945        |
|             | الفريق المعني برصد الأرض                  | ?                    | ?                     |
|             | الاتحاد البريدي العالمي                   | ?                    | ?                     |
|             | البنك الدولي للإنشاء والتعمير             | 15 سبتمبر 1972       | 30 نوفمبر 1960        |
|             | الاتحاد الدولي للاتصالات                  | 1975                 | 1866                  |
|             | منظمة حظر الأسلحة الكيميائية              | ?                    | ?                     |
|             | مؤسسة التمويل الدولية                     | 22 سبتمبر 1995       | 20 يوليو 1956         |
|             | المركز الدولي لتسوية المنازعات الاستشارية | 15 مارس 1996         | 24 مايو 1968          |
|             | منظمة التجارة العالمية                    | ?                    | 1995                  |
|             | منظمة الشرطة الجنائية الدولية             | ?                    | ?                     |

## أعلام
هذه قائمة لبعض الشخصيات التي تربطها علاقات بالبلدين:
- هانز كلينغنبيرغ (دبلوماسي دنماركي، 11 يناير 1946 – )

## وصلات خارجية
- موقع وزارة الخارجية البحرينية
- موقع وزارة الخارجية الدنماركية